# Hot Reggaeton
Hot Reggaeton é a primeira mixtape a solo da cantora portuguesa Ana Malhoa, lançado internacionalmente a 20 de maio de 2005.
Contém 17 faixas, das quais se destacam,"Latigaso", "Muevete Y Perrea", "Lo Que Paso, Paso" e "My Baby". Para este trabalho, Ana Malhoa regravou alguns temas célebres do reggaeton e sob o alter ego Lil´Queen, adotou uma nova imagem e um estilo musical completamente diferente daquele a que nos habituou. O álbum foi produzido pela dupla dominicana Luny Tunes.

## Faixas
| N.º | Título              | Compositor(es) | Duração |  |
| 1.  | "Latigaso"          |                | 2:36    |  |
| 2.  | "Muevete y Perrea"  |                | 2:57    |  |
| 3.  | "Baila Así"         |                | 2:51    |  |
| 4.  | "Alerta"            |                | 3:00    |  |
| 5.  | "Subelo"            |                | 3:05    |  |
| 6.  | "Guillaera"         |                | 4:04    |  |
| 7.  | "Venganza"          |                | 3:08    |  |
| 8.  | "Bésame"            |                | 3:03    |  |
| 9.  | "Babe"              |                | 3:14    |  |
| 10. | "Tuya Soy"          |                | 2:46    |  |
| 11. | "Lo Que Paso, Paso" |                | 3:36    |  |
| 12. | "Sabor a Melão"     |                | 3:46    |  |
| 13. | "No Me Dejes Sola"  |                | 2:53    |  |
| 14. | "Mayor Que Yo"      |                | 3:52    |  |
| 15. | "Dile"              |                | 3:30    |  |
| 16. | "My Baby"           |                | 3:06    |  |
| 17. | "Ángel Caído"       |                | 2:49    |  |

## Histórico de lançamento
| País           | Data               | Formato          | Gravadora     |
| -------------- | ------------------ | ---------------- | ------------- |
| Portugal       | 20 de maio de 2005 | Download digital | Espacial      |
| Estados Unidos | 20 de maio de 2005 | Download digital | Machete Music |
| Canadá         | 20 de maio de 2005 | Download digital | Machete Music |